# English Heritage

Logo da English Heritage.

O English Heritage (oficialmente English Heritage Trust) é uma organização pública de beneficência que gere a National Heritage Collection. Inclui mais de 400 dos edifícios, monumentos e locais históricos da Inglaterra, que se estendem por mais de cinco mil anos de história. Neste conjunto de património, estão incluídos  Stonehenge, o Castelo de Dover, o Castelo de Tintagel e as partes melhor preservadas da Muralha de Adriano. A English Heritage também gere o sistema de placas azuis de Londres, o qual faz a ligação de figuras histórias importantes com edifícios específicos.
Quando foi criado, em 1983, a English Heritage era o nome operacional de um órgão público não-departamental do Governo do Reino Unido, oficialmente designado por Historic Buildings and Monuments Commission (Comissão para os Edifícos e Monumentos Históricos) para a Inglaterra, que administrava o sistema nacional de protecção do legado e geria diversas propriedades históricas. Foi criada para juntar as funções dos organismos existentes que emergiram após um longo período do envolvimento do Estado na protecção do legado. Em 1999, a organização fundiu-se com a Royal Commission on the Historical Monuments of England e a National Monuments Record, unindo os recursos para uma melhor identificação e pesquisa dos bens históricos da Inglaterra.
Em 1 de Abril de 2015, a English Heritage foi dividida em dois organismos: Historic England, que herdou as funções de protecção e os estatutos da antiga organização, e o novo English Heritage Trust, um organismo de beneficência com a função de gerir as propriedades históricas, e que herdou o nome e o logo da English Heritage. O Governo britânico deu ao novo organismo 80 milhões de libras para a definir como uma instituição independente, apesar de as propriedades históricas se manterem na posse do Estado.

## Placas azuis
É de sua responsabilidade (desde 1986) a confecção, manutenção e administração das placas azuis, que adornam a fachada de edifícios nos quais uma pessoa notável viveu ou trabalhou. As placas azuis foram criadas em 1867 e servem como uma homenagem. O English Heritage recebe, anualmente, pelo menos cem sugestões para novas placas na capital londrina, e uma em cada três propostas é aceita pelo órgão.

## Organizações equivalentes
- Cadw, em Gales.
- Historic Scotland, na Escócia.
- Environment and Heritage Service, na Irlanda do Norte.
- Office of Public Works, na República da Irlanda.